# Міжнародна конвенція з уніфікації деяких правил щодо накладення арешту на морські судна
Конвенція про арешт 1952 року (повна назва: Міжнародна конвенція про уніфікацію деяких правил, що стосуються арешту морських суден) — це багатосторонній договір 1952 року, згідно з яким держави погоджуються Правила арешту суден.
За Конвенцією держави погоджуються з таким правилом: держава погоджується дозволити іноземній юрисдикції арештувати судно її національності, яке знаходиться в порту іноземної юрисдикції. Арешт може бути здійснений лише після того, як у внутрішній юрисдикції держави порту буде видано ордер на арешт. Правила Конвенції застосовуються лише в тому випадку, якщо і держава громадянства, і держава, яка здійснює арешт, є державами-учасницями Конвенції.
Конвенцію було укладено та підписано 10 травня 1952 року в Брюсселі, Бельгія; він набув чинності 24 лютого 1956 р. Його підписали 19 держав і він діє в 71 юрисдикції. Іспанія, перша сторона, яка підписала Конвенцію, денонсувала її в 2011 році. Депозитарієм Конвенції є уряд Бельгії.
(Назва французькою: «Convention internationale pour l'unification de certaines règles sur la saisie conservatoire des navires de mer».)

## Конвенція про арешт 1999
У 1999 році було укладено Міжнародну конвенцію про арешт суден. Намір Міжнародної морської організації полягає в тому, щоб Конвенція 1999 року прийшла на зміну Конвенції 1952 року, але станом на 2014 рік Конвенція 1999 року має лише 11 держав-учасниць. Він набрав чинності 14 вересня 2011 року.